# Gidilòc
 (juillet 2025).
Motif : aucune source
- Archive Wikiwix
- Bing
- Cairn
- DuckDuckGo
- E. Universalis
- Gallica
- Google
- G. Books
- G. News
- G. Scholar
- Persée
- Qwant
- (zh) Baidu
- (ru) Yandex
- (wd) trouver des œuvres sur Wikidata

| 1. | Préciser le motif de la pose du bandeau. | Précisez le motif de la pose du bandeau en utilisant la syntaxe suivante : {{admissibilité à vérifier\|date=juillet 2025\|motif=remplacez ce texte par le motif}}            |
| 2. | Informer les utilisateurs concernés.     | Pensez à avertir le créateur de l'article, par exemple, en insérant le code ci-dessous sur sa page de discussion : {{subst:avertissement admissibilité à vérifier\|Gidilòc}} |

Le Gidilòc (Grop d'Iniciativa per un Diccionari Informatizat de la Lenga Occitana, en français Groupe d'initiative pour un dictionnaire informatisé de la langue occitane ou Grop d’Investigacion e Desvolopament d'Instruments en Lenga Occitana, en français Groupe de recherche et de développement d'instruments dans la langue occitane) est une association scientifique spécialisée en linguistique, fondée à Montpellier en 1988. Elle se consacre au développement de la langue occitane en travaillant à des dictionnaires (technique de la lexicographie) et à des produits concernant la grammaire.
Cet organisme est cofondateur du Conselh de la Lenga Occitana avec lequel il a collaboré activement.

## Liens connexes
- Occitan
  -     - Norme classique de l'occitan
    - Conselh de la Lenga Occitana
    - Congrès permanent de la lenga occitana
    - Associacion Internacionala d'Estudis Occitans
- Linguistique
  - Lexicographie